# Bad Liebenzell
Bad Liebenzell er en kommune og en kurby i det nordlige Schwarzwald. Den ligger i landkreis Calw, i den tyske delstat Baden-Württemberg omkring 20 kilometer syd for Pforzheim.

## Geografi
Bad Liebenzell ligger vest for centrum af Baden-Württemberg i dalen til floden Nagold. Kommunens område ligger i mellem 320 og 716 meters højde.
Til byen Bad Liebenzell hører de tidligere selvstændige kommuner Beinberg, Maisenbach, Möttlingen, Monakam, Unterhaugstett og Unterlengenhardt.

## Historie
Byen er nævnt første gang skriftligt i 1091. Allerede i det 15. århundrede var Liebenzell kendt for sine helbredende kilder.
- Stauferburg
- St. Blasiuskirken
- Kurhus
- Missionshus